# Le ménage moderne de Madame Butterfly
Le ménage moderne de Madame Butterfly (trad. O ménage moderno de Madame Butterfly) é um filme mudo pornográfico hardcore francês de 1920, baseado na ópera Madama Butterfly de Giacomo Puccini e notável por ser o primeiro filme pornográfico a incluir o sexo bissexual e homossexual.

## Produção
Bernard Natan foi um romeno judeu que produziu, dirigiu, e atuou em pelo menos um filme pornográfico hardcore heterossexual antes de 1920. Neste ano, ao final da Primeira Guerra Mundial, Natan emigrou para a França. De 1920 a 1927 apareceram entre 20 e 25 filmes pornôs, às vezes atribuídos à Natan dado a sua coerência narrativa (um número prolífico de filmes, considerando a época e a tecnologia disponível). Muitos destes filmes incluíam atos sexuais homossexuais e bissexuais, com Natan fazendo parte das filmagens.
A produção do filme é considerada de alta qualidade, mesmo para os padrões da época. Inclui cenas filmadas em ruas asiáticas cheias de riquixás e uma embarcação navegando no oceano Pacífico. O filme possui um enredo longo e complexo e faz uso de intertítulos.

## Sinopse
Tenente Pinkerton é um marinheiro norte-americano no Japão. Ele se casa com Madame Butterfly e passam a noite de núpcias sob o olhar de Soosooky, a criada da Madame, que os espia e se masturba. Pinkerton sai, e um novo personagem, o garoto coolie Pink-hop, vê Butterfly e Soosooky fazendo sexo e também se masturba…
Pinkerton retorna e, irritado pela demora de Pink-hop em abrir a porta, o pune ao força-lo a fazer sexo oral e anal com ele. A intenção violenta do ato é misturada com humor. Pinkerton então faz sexo com Soosooky. Um novo personagem, Sr. Sharpless, conhece Butterfly e os dois fazem vários atos sexuais antes de Sharpless revelar a ela que Pinkerton é um bígamo. Pinkerton, Soosooky, e Pink-hop retornam, e Butterfly está raivosa, mas sucumbe a sua luxúria por Pinkerton. Todos os cinco fazem uma orgia, e o filme termina com Pinkerton acenando para os espectadores.
Existem dois conjuntos de intertítulos, um em francês e outro em inglês. Os intertítulos em francês sarcásticos e humorosos, zombando o racismo e a arrogância americana e fazendo uso de muitas expressões de duplo sentido. Os em inglês eram mais brutos e racistas.

## Elenco
J.H. Forsell - Pinkerton
Bernard Natan - Pink-hop

## Polêmica
A tese de que o filme é de autoria de Natan foi contestada pelo historiador francês André Rossel-Kirschen. Rossel-Kirschen, respondendo o artigo de Joseph W. Slade no The Journal of Film and Video, a origem da teoria de que Natan teria produzido e atuado no cinema pornográfico, afirma que os dados fornecidos por Slade são em sua maioria falsos. O ator em Le ménage moderne du Madame Butterfly não seria Natan, mas um ator muito mais jovem, entre 18 e 25 anos. Rossel-Kirschen afirma que a informação dada por Slade deriva em parte da campanha antissemita da qual Natan foi vítima durante os anos imediatamente anteriores à Segunda Guerra Mundial e em parte é simplesmente originada pela ignorância de fontes francesas, como evidenciado pelo fato de que ele não sabia que Natan havia se casado em 1909.

## Notabilidade
Le ménage moderne du Madame Butterfly é incomum não apenas por retratar atos sexuais homossexuais, mas por fazê-lo no início da história do filme pornográfico. No entanto, como a maioria dos filmes que vieram depois, Le ménage moderne du Madame Butterfly mostra atos sexuais entre homens como algo desviante, estabelecendo firmemente a heterossexualidade dos personagens e frequentemente retratando os atos sexuais como essencialmente bissexuais (por exemplo, o contato sexual masculino ocorre enquanto os homens também mantêm relações heterossexuais).